# 日生中央駅
日生中央駅（にっせいちゅうおうえき）は、兵庫県川辺郡猪名川町松尾台一丁目にある能勢電鉄日生線の駅。駅番号はNS21。
川西市との市境付近に位置し、猪名川町で唯一の駅にして、日生線の終着駅である。

## 概要
朝夕に運行される能勢・阪急宝塚本線の最優等列車である特急「日生エクスプレス」の起終点でもあり、大阪市内へ乗り換えなしでアクセスできる。駅名の「日生」は、阪急日生ニュータウンの開発者である日本生命保険に由来する。
2001年（平成13年）に第2回近畿の駅百選に認定された。

## 歴史
- 1978年（昭和53年）12月12日：開業[3][4]。
- 1997年（平成9年）11月17日：特急「日生エクスプレス」の運行を開始[3]。

## 駅構造
島式1面2線と単式1面、計2面2線のホームを有する地上駅で、駅舎は橋上化されている。開業当初から無人駅として設計されたため、駅事務室は設けられていない。
冬季（12月の中旬から2月頃）や夏季（2008年以降）には、車内温度保持のため各車両3箇所ずつある扉のうち中央の1箇所だけ開放するドアカットを行う（一部の時間帯や停車時間の短い便を除く）。この措置は、阪急の車両で運転される日生エクスプレスでも行われる場合がある。
改札内には平日午前のみ営業する売店があったが、2011年（平成23年）3月に経営上の理由で営業を終了した。また改札内にはトイレがあり、多目的タイプも併設されている。
改札口は橋上の1箇所のみで、南北双方に出入口がある。改札口正面にいくつか店舗が入居している。地形の関係で、南口側はコンコースと同じ高さだが、北口側はホームと同じ高さに地盤がある。北口側は道路と駅ホーム部分が掘割構造となっており、北口を出るとこの掘割を渡る橋となっており、北側への通路もほぼ水平となっている。
| 1 | ■日生線 | 山下・川西能勢口方面 | 主に川西能勢口行きと日生エクスプレス                                                            |
| 2 | ■日生線 | 山下・川西能勢口方面 | 平日ラッシュ時のみ使用。主に川西能勢口行きが使用。 7時20分発・7時37分発の日生エクスプレスも発車 |

付記事項
- ホームはいずれも8両編成分で、2号線のみ端の方でややカーブを描いている。
- 日中は2つのホームを交互に使用しており、一方のホームから列車が発車する直前になると、他方のホームに列車が入線する。よって、常にどちらかのホームに列車が待機している状態が基本となる。乗車用ホームには待合室が設置されているが、前述の運用により、利用者は多くはない。
- 線路は各ホームを過ぎた先にも続いており、2本の留置線として使用されている。これは、当駅からさらに西に離れた猪名川パークタウンまでの延伸計画案があった名残である（環境面で問題があったため中止）。
- 2面のホーム両方にエスカレーターが設置されているが、昇り用は元々降車ホーム側にしかなく、降車用ホームのない2号線に列車が入線すると1号線で待機中の列車が両側の扉を開け、2号線側の列車から降車した乗客を通り抜けさせるという措置がとられていた（ただし、例外もある）。両ホームにエレベーターが設置されてからも、この措置は行われていた。
- 2012年（平成24年）1月18日より節電対策としてホームの運用が変更され、降車専用ホームは平日夕方の日生エクスプレス（当駅終着）に限って使用されるようになった。それに伴い、乗車ホームのエスカレーターは昇り用に変更され、上記の「停車中の列車内を通り抜けさせる」光景は見られなくなった。
- 2022年12月17日より、昼間時間帯では1号線のみ使用する。
- 当駅に到着した日生エクスプレスは、奥の留置線に進入して次の運行まで待機する。休日の前日以外の最終便は、到着後に1号線側の留置線で夜間滞泊を行い、翌朝始発の日生エクスプレスに充当される。また、2号線側の留置線には、平日・休日とも4連2本が入って同様に夜間滞泊を行う。

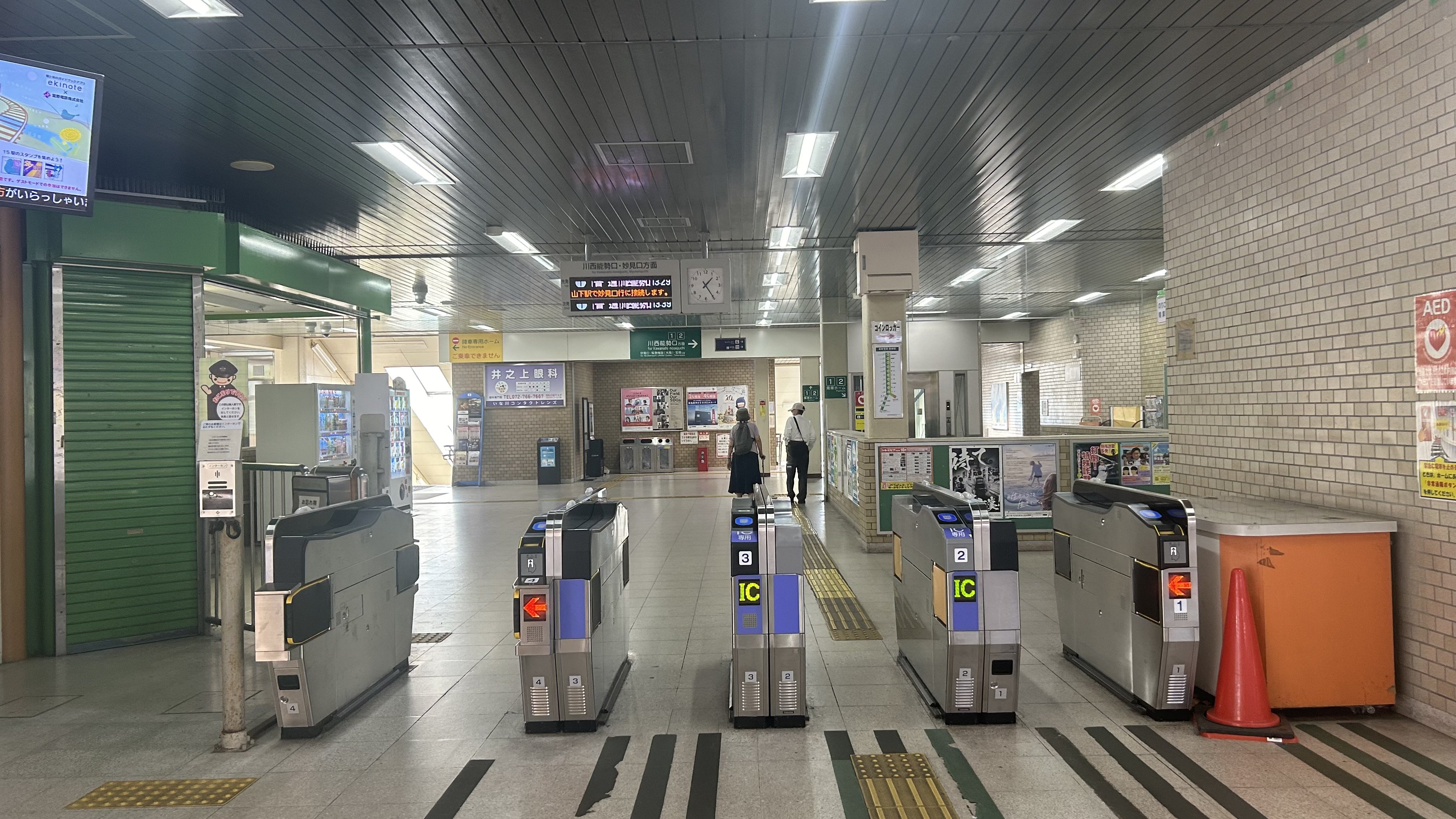
改札口
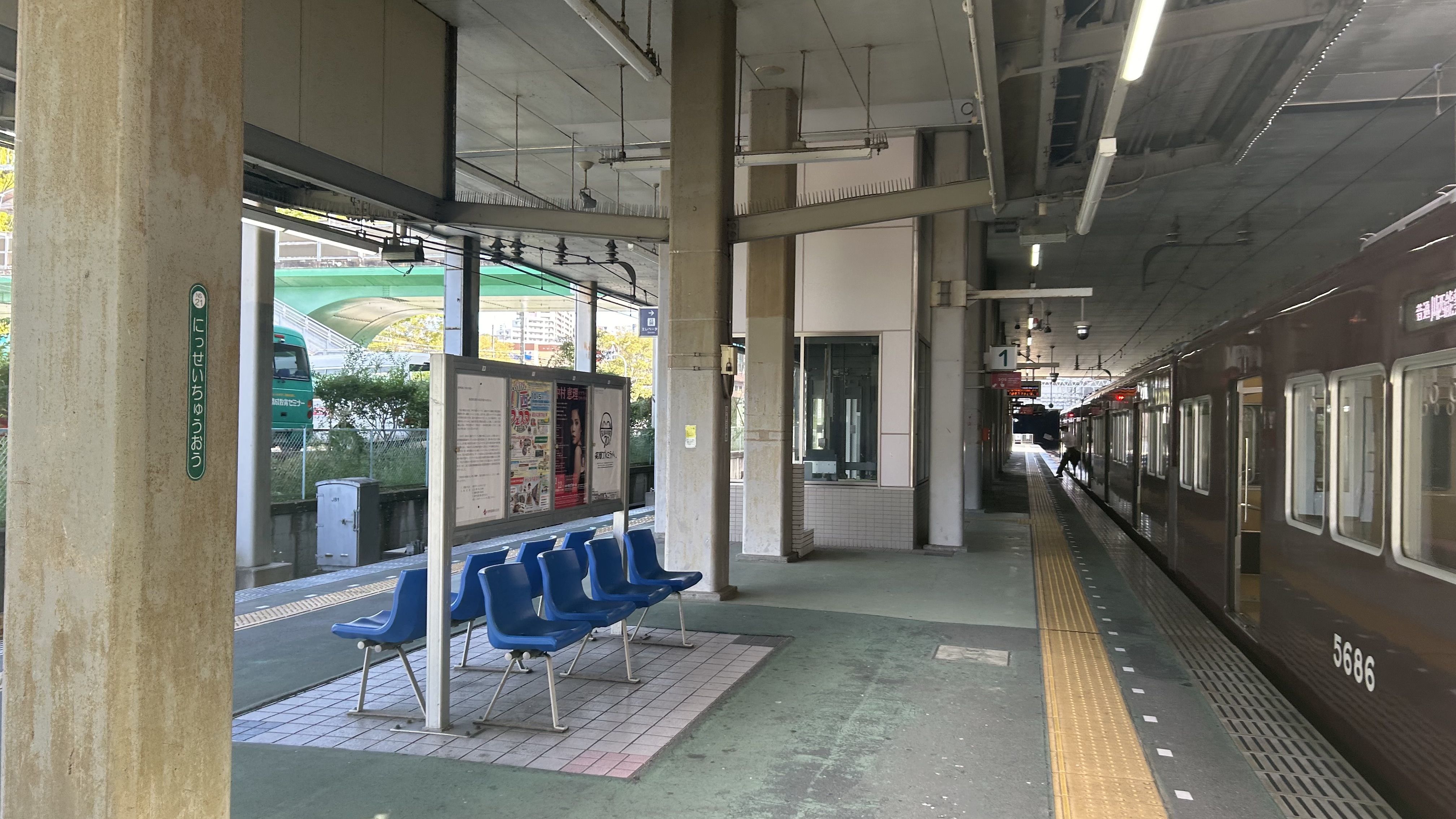
ホーム
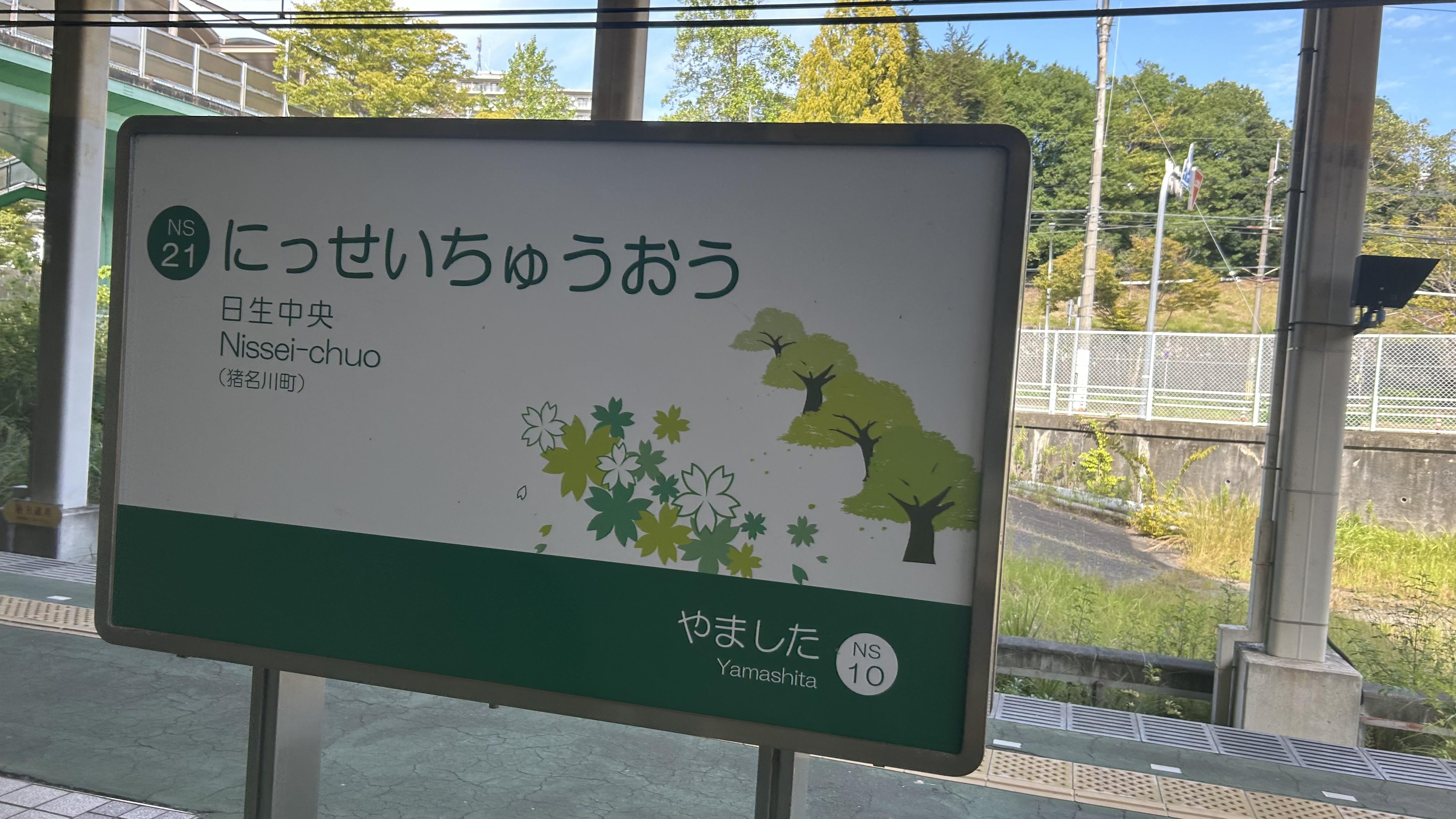
駅名標
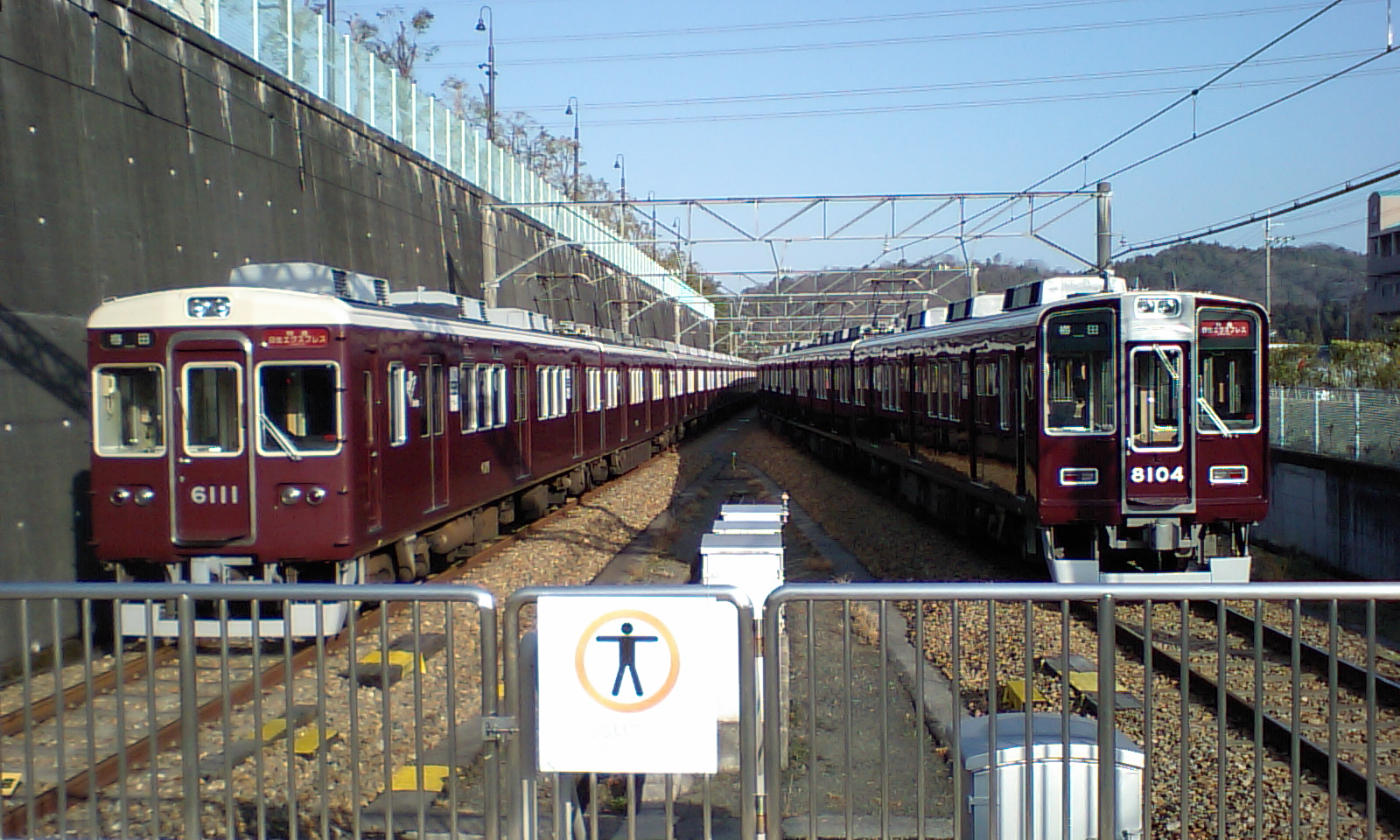
留置線で出発を待つ、阪急の6000系（左）と同8000系（右）
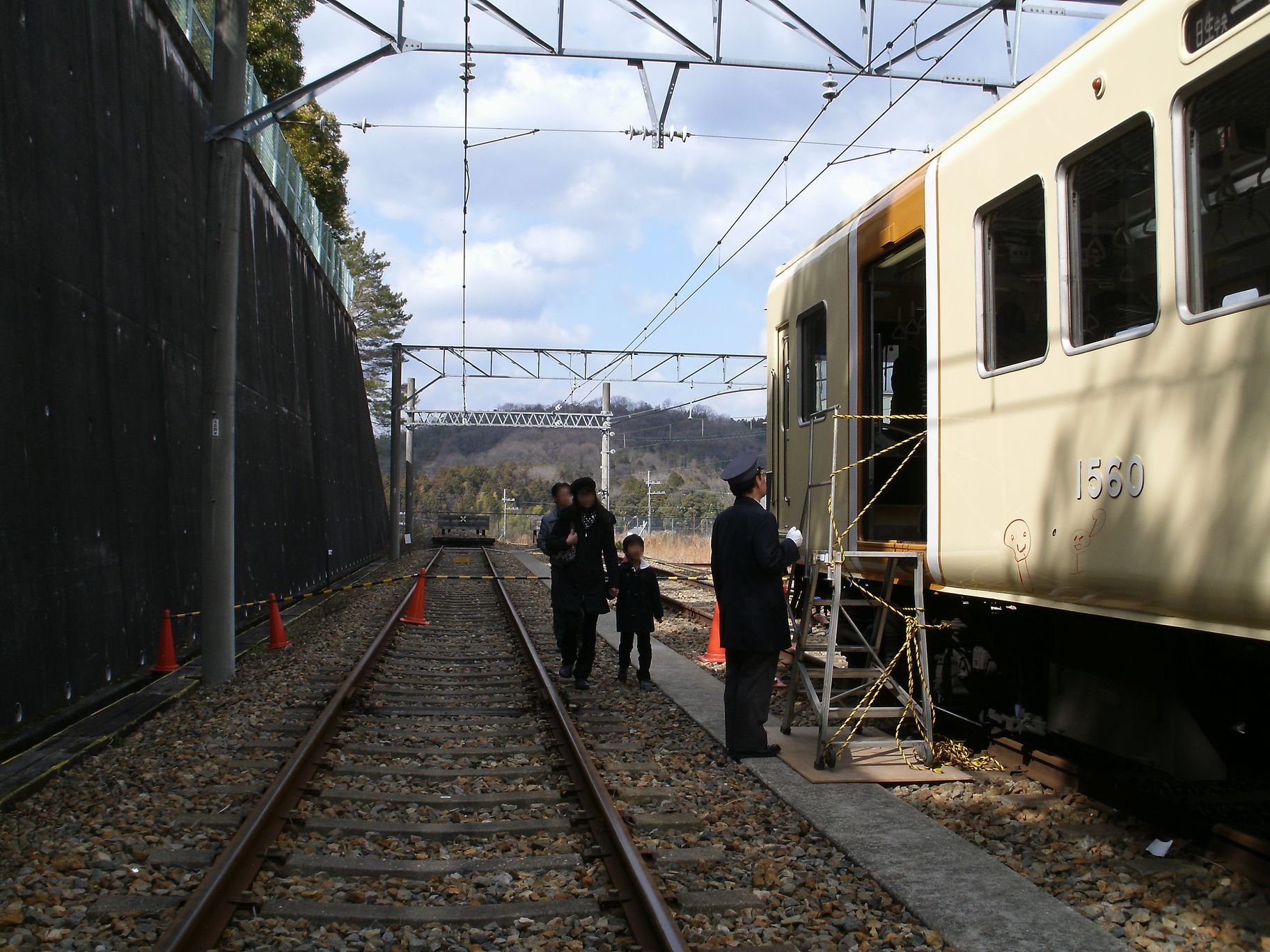
留置線の末端部。奥に車止めがある

## 利用状況
近年の1日平均乗降・乗車人員の推移は下記の通り。
| 年次               | 平日限定 乗降人員 | 平日限定 乗車人員 |
| ------------------ | ----------------- | ----------------- |
| 1989年（平成元年） | 10,411            | 5,427             |
| 1991年（平成03年） | 11,836            | 5,931             |
| 1995年（平成07年） | 15,244            | 7,763             |
| 2000年（平成12年） | 15,061            | 7,572             |
| 2003年（平成15年） | 12,423            | 6,295             |
| 2005年（平成17年） | 12,246            | 6,284             |
| 2007年（平成19年） | 12,489            | 6,386             |
| 2008年（平成20年） | 12,303            | 6,238             |

川西市地域公共交通会議資料の駅別乗降人員の推移によると、1日の平均乗降人員は下記の通りである。
| 年度   | 1日の平均 乗降人員 |
| ------ | ------------------ |
| 2013年 | 11,692             |
| 2014年 | 11,209             |
| 2015年 | 11,155             |
| 2016年 | 10,974             |
| 2017年 | 10,940             |
| 2018年 | 10,662             |
| 2019年 | 10,548             |
| 2020年 | 8,837              |
| 2021年 | 8,813              |

日生中央駅周辺は駐車場や駐輪場、送迎者用の車両レーンが設けられ、パークアンドライド等を基本とする公共交通の活用が図られている。
パークアンドライド圏域は、川西市北端部、猪名川町、宝塚市北端部、丹波篠山市南部（後川（しつかわ）・籠坊地域）、大阪府豊能郡能勢町西部、京都府亀岡市西端部（畑野町）、南丹市園部町るり渓地域と広い。

## 駅周辺
- 阪急日生ニュータウン[1]
  - 南口側が松尾台、北口側が伏見台・美山台・丸山台（伏見台以外は川西市域）である。
- 日生中央サピエ[1]
- 日生中央センタービル
- 猪名川町役場
  - 日生住民センター
  - 日生中央駅前情報プラザINAGAWA
- DCM 日生中央店
- スーパーマルハチ 日生中央店
- ケーズデンキ 日生中央店
- 山の原ゴルフクラブ
  - 『つるやオープンゴルフトーナメント』の試合会場。
- 猪名川町B&G海洋センター
- うぐいす池公園
- 猪名川町立松尾台小学校
- 兵庫県道68号川西三田線（北摂里山街道）

## バス路線
いずれも阪急バスによる運行で、南口側にあるロータリーに発着する。駅舎との間には屋根が設置されている。
また、バスロータリーとは別に駅の南北双方に送迎車用のロータリーも設けられている。
- 1番のりば（杉生線、武田尾線）
  - 61系統 柏原 行（北田原・六瀬総合センター・杉生経由）
  - 22系統 阪急川西能勢口駅 行（猪名川町役場前・清和台営業所前・多田神社前・川西市役所前経由）
  - 31系統 上佐曽利 行（切畑までパークタウン中央のみ停車。切畑以遠、西谷夢プラザ・西谷小学校・東部・長谷公民館経由。平日1便のみ）
- 2番のりば（猪名川パークタウン線・つつじが丘線）
  - 6系統 阪急川西能勢口駅 行（白金三丁目・パークプラザ前・つつじが丘・清和台・鴬台・萩原台経由）
  - 9系統 JR川西池田駅 行（大原公園前・つつじが丘循環・清和台・鴬台・萩原台・阪急川西能勢口駅(東口)経由）
  - 63・64系統：パークタウン中央・若葉二丁目 行（紫合・白金三丁目経由）

- 3番のりば（猪名川町公共施設循環バス『ふれあいバス』、特定日のみ運行）
  - 青コース（月・水・金曜）
    - 杉生 行（猪名川町役場、イオンモール猪名川、ゆうあいセンター、ふるさと館、六瀬支所前、杉生経由）、猪渕口 行

  - 緑コース（月・水・金曜）
    - ゆうあいセンター・槻並仁部上 行（伏見台循環、猪名川町役場、イオンモール猪名川、ゆうあいセンター、槻並大橋経由）、内馬場 行

  - 赤コース（火・木・土曜）
    - 杉生 行（猪名川町役場、イオンモール猪名川、ゆうあいセンター、ふるさと館、六瀬支所前、杉生経由）、猪渕口 行

  - 黄コース（火・木・土曜）
    - 上肝川 行（伏見池公園、猪名川町役場、イオンモール猪名川、ゆうあいセンター経由、つつじが丘循環）、イオンモール猪名川 行（ゆうあいセンター経由）

- 4番のりば（日生ニュータウン線）
  - 63系統：伏見池公園前→カリヨンの丘循環（伏見台先行）
  - 64系統：カリヨンの丘→伏見池公園前循環（深山池公園先行）

## 隣の駅
能勢電鉄
日生線
■特急「日生エクスプレス」・■普通
山下駅 (NS10) - 日生中央駅 (NS21)
- 当駅 - 山下駅間には、新駅を設置する計画がある。